# کارخانه پنبه پاک‌کنی لیوانی
کارخانه پنبه پاک کنی لیوانی مربوط به دوره قاجار است و در بندرگز، میدان پست، خیابان جنب واقع شده و این اثر در تاریخ ۱۱ مرداد ۱۳۸۴ با شمارهٔ ثبت ۱۲۵۵۹ به‌عنوان یکی از آثار ملی ایران به ثبت رسیده است.